# Grevenknapp
Grevenknapp (luxembourgeois: Gréiweknapp) est une section de la commune luxembourgeoise de Helperknapp située dans le canton de Mersch.
Le village est situé à une altitude de 317 mètres.